# Leomelicharia fuscovittata
Leomelicharia fuscovittata är en insektsart som beskrevs av Frederick Arthur Godfrey Muir 1913. Leomelicharia fuscovittata ingår i släktet Leomelicharia och familjen Derbidae. Inga underarter finns listade i Catalogue of Life.